# Oxchuc (kommun)
Oxchuc är en kommun i Mexiko.   Den ligger i delstaten Chiapas, i den sydöstra delen av landet, 800 km öster om huvudstaden Mexico City.
Följande samhällen finns i Oxchuc:
- Yoshib
- Oxchuc
- El Tzay
- Tzopilja
- El Corralito
- Lelenchij
- Rancho del Cura
- Guadalupe Bacja
- La Frontera
- El Retiro
- Chulna
- Benito Juárez
- Tzunún
- Puilja
- Conoilja
- Chaonil
- Bumilja
- Saklumiljá
- Nueva Betania
- Tuxaquiljá
- El Mash
- El Paraíso
- Navil
- Chacamuc
- Jamcósh
- Guadalupe Xoixmal
- Navil Tapja
- Tzontealja
- Xlocatón
- Elumilja
- Silailja
- Tejk'Abalch'En
- Tzununilja
- Biquil Lejlem
- El Calvario
- Piedra Escrita
- Joviltón
- Chikpomilja
- Pamal Navil
- Vistahermosa
- Stenle'Akil
- Manzanailja
- Balaxil
- Bajchén
- Jitón
- Buenavista
- Ijk'Alajaw
- Las Flores
- San Juan del Valle
- Nueva Esperanza
- Ch'Enaljá
- Chijtal
- Tzacubilja
- Santa Cruz
- Yaalwakax
- Po'Ojil
- Temax
- Che'Entokal
- Stenlejtul
- San Marcos
- El Pozo
- Tiaquil
- Tzajalococh
- Cha Alak Tik
- Ch'Ay K'Ajk
- Sna'Jalow
- El Porvenir Nejwits
- Yaalcotz
- Tsutilja
- Lomjovel
- Najá
- Las Cañadas
- Lomenlum
- Porvenir
- Sakmukuljá
- Chenco
- Ojo de Agua
- Kistolja